# Die Mäusestrategie für Manager
Die Mäusestrategie für Manager – Veränderungen erfolgreich begegnen (Originaltitel Who Moved My Cheese?) ist eine Motivationsgeschichte in Fabelform des amerikanischen Management Consultants Spencer Johnson, die 1998 erschien. Die Geschichte handelt von verschiedenen Arten der Problembewältigung, erzählt aus der Sicht von zwei Mäusen und zwei Zwergen. Die Parabel zeigt den Lesern, wie sie mit Veränderungen im Leben und auf der Arbeit umgehen sollten. Seit Erscheinen gilt das Buch als New York Times Business bestseller.

## Handlung
Das Buch erzählt eine einfache Geschichte von vier Figuren, den Mäusen Sniff (dt. Schnüffel) und Scurry (dt. Wusel) und den Zwergenmenschen Hem (dt. Grübel) und Haw (dt. Knobel), die sich jeden Tag auf die Suche nach Käse in einem Labyrinth begeben. Die Mäuse folgen bei der Suche ihrem Instinkt, während die Zwerge strategischer vorgehen, allerdings im Nachhinein doch ihrem Bauchgefühl folgen. So finden sie mal mehr, mal weniger Käse.
Eines Tages stoßen alle vier auf einen Ort, an dem ein großer Vorrat an Käse liegt. Die Zwergenmenschen sind glücklich mit ihrem Fund und werden von Tag zu Tag träger, wohingegen sich die Mäuse ebenso freuen, allerdings für den Fall, dass der Käse ausbleibt, vorbereitet bleiben, um erneut auf die Suche zu gehen. Eines Tages ist der Käse völlig überraschend verschwunden. Die Mäuse hatten schon vorher bemerkt, dass der Vorrat immer kleiner geworden ist, und konnten sich so auf die Situation vorbereiten. Sie zögern nicht lange und machen sich direkt auf die Suche nach neuem Käse. Die Zwergmenschen trifft die Situation völlig überraschend. Sie machen sich Gedanken darum, wie unfair es ist, dass ihr gesamter schöner Käse weg ist. Somit warten die beiden, in der Hoffnung, dass der Käse zurückkommt. Nach einer Zeit sieht Haw jedoch ein, dass das Warten vergebens ist, und macht sich auf die Suche nach neuem Käse. Auf seinem Weg erkennt Haw, in welcher Situation er sich befindet, und hält dies nach und nach an den Wänden des Labyrinths fest. Seine Erkenntnisse sollen Hem als Stütze dienen, falls er doch entscheidet, sich nicht mit der käselosen Situation zufriedenzugeben.
Seine Schriften auf den Wänden sind:
- Was würde ich tun, wenn ich keine Angst hätte?
- Rieche öfter am Käse, damit du bemerkst, wenn er alt wird.
- Beweg dich in eine neue Richtung! Das hilft dir Käse zu finden.
- Wenn du deine Angst überwindest, fühlst du dich frei.
- Wenn ich mir vorstelle, wie es sein wird, den neuen Käse zu genießen, werde ich ihn sicher finden.
- Je schneller du den alten Käse loslässt, desto schneller wirst du den neuen Käse finden.
- Es ist sicherer, im Labyrinth zu suchen, als in einer käselosen Situation zu verharren.
- Alte Überzeugungen führen dich nicht zu neuem Käse.
- Wenn du erkennst, dass du neuen Käse finden und genießen kannst, änderst du deinen Kurs.
- Wenn du die kleinen Veränderungen rechtzeitig bemerkst, kannst du dich besser an die großen bevorstehenden Veränderungen anpassen.

Schließlich findet Haw einen noch größeren Berg Käse, der von noch besserer Qualität ist als der Käse zuvor. Dieses Mal nimmt er sich vor, vorsichtiger zu sein, auf Veränderungen zu achten und schneller das Alte loszulassen, um für Neues offen zu sein.

## Interpretation
Der Käse steht symbolisch für alles im Leben, was den Menschen persönlich glücklich macht. Das kann Reichtum, eine glückliche Beziehung, eine zufriedenstellende Arbeit oder auch eine normale Aktivität sein. Jeder entscheidet somit für sich selbst, was sein Käse ist und was ihn damit glücklich macht. Und ohne Käse sind wir unglücklich und unerfüllt. Da das Leben aus Veränderungen besteht, die nicht immer gewünscht werden und häufig plötzlich passieren, ist es wichtig zu erkennen, dass man diese Veränderungen nicht aufhalten kann. Die Möglichkeit, die einem bleibt, ist sich selbst zu verändern, das Alte loszulassen und sich auf neue Situationen einzulassen.
Somit lassen sich die Aussagen des Buches am besten mit den Erkenntnissen von Haw am Ende der Geschichte zusammenfassen:
- Veränderungen passieren (Change happens)
- Erwarte die Veränderungen
- Sei achtsam auf Veränderungen
- Pass dich an Veränderungen schnell an
- Verändere dich
- Freu dich über Veränderungen
- Sei bereit, dich schnell zu verändern, und freue dich immer wieder darüber[3]